# اکیویدو
اکیویدو (به انگلیسی: Akividu) یک منطقهٔ مسکونی در هند است که در آندرا پرادش واقع شده‌است.

## خصوصیات
اکیویدو ۷۴٬۷۶۶ نفر جمعیت دارد و ۲ متر بالاتر از سطح دریا واقع شده‌است.